# Søren Møller
Søren Møller (* 16. Mai 1975) ist ein dänischer Jazzmusiker (Piano, Orgel, auch Fender Rhodes, Bass-Synthesizer, Komposition).

## Leben und Wirken
Møller wuchs in einer dänischen Kleinstadt auf, wo er ab dem Alter von acht Jahren Klavierunterricht erhielt. Mit 16 Jahren begann er als Klavierlehrer und als Begleitmusiker zu arbeiten. Im Alter von 19 Jahren wurde er zum Studium am Rytmisk Musikkonservatorium in Kopenhagen zugelassen, wo er einen ersten Abschluss machte, um 2002 nach New York City zu ziehen. Dort studierte er an der Manhattan School of Music bei Kenny Barron, Garry Dial und Fred Hersch.
Gemeinsam mit Chris Washburne und Ole Mathisen gründete Møller das NYNDK Jazz Collective, mit dem er im Lincoln Center auftrat und in Skandinavien tourte. Er gründete sein Søren Møller Trio, mit dem er 2004 und 2006 zwei Alben vorlegte und für das er auch komponierte. 2007 stellte er auf dem Copenhagen Jazz Festival seine Suite Speeches mit der Klüvers Big Band vor. Wiederholt trat er mit Dick Oatts im Duo auf (The Clouds Above), aber auch in größeren Besetzungen. 2008 veröffentlichte er sein Album A Tribute to Trane (mit Fredrik Kronkvist, Morten Ramsbøl und Antonio Sánchez). Weiterhin arbeitete er mit Musikern wie Joel Frahm, Ari Hoenig, Jason Marsalis, Ambrose Akinmusire, Jonathan Blake, David Sanchez und Miguel Zenon. Mit Chiwoniso Maraire und Max Wild gab er ein Live-Konzert beim Fernsehsender Arte, das acht Millionen Zuschauer erreichte. 2008 gründete er die Plattenfirma Audial Records. Dort veröffentlichte er seine Alben wie The Clouds Above oder Christian X Variations. Nach seiner Rückkehr nach Kopenhagen im Jahr 2013 wurde sein ebenfalls bei Audial erschienenes Album Resume (2012) von der Tageszeitung Politiken zur besten Veröffentlichung des Jahres gewählt. 2019 spielte er das Album Plugged im Trio mit Benjamin Koppel und Henry Cole ein. Er ist auch auf Alben von Kenneth Dahl Knudsen, Scan-Am Quartet, Benjamin Koppel und Søren Lampe zu hören.
Als Komponist verfasste Møller die Musik zur Tanzperformance „Song of Songs“ für den Aarhus Pigekor sowie Auftragswerke für die Big Band de Canarias, das Aarhus Jazz Orchestra, die Tip Toe Big Band und das klassische Bläserquintett Kirin Winds; für die DR Big Band arrangierte er 2019 Bitches Brew. Zudem arbeitete er mit dem Metropole Orkest und Copenhagen Philharmonic.
Darüber hinaus war Møller als Blogger für die Tageszeitungen Politiken und Information tätig. Als Hochschullehrer lehrt er seit 2016 an Det Jyske Musikkonservatorium.